# SUNDAY IN THE PARK (FM COCOLOのラジオ番組)
『SUNDAY IN THE PARK』（サンデー・イン・ザ・パーク）は、2023年4月2日から2025年3月30日までFM COCOLOで放送されていたラジオ番組。

## 概要
2023年4月改編と共に、2004年にFM802デビューした吉村昌広を同局からの移籍扱い（株式会社FM802は、FM802とFM COCOLOの1局2波体制で放送）でDJに起用した上で当番組を開始した。音楽をはじめ、ライブやスポーツ、料理、マネーなど多岐に渡るアクティビティをリスナーと一緒に体験していくといった内容であった。
2025年3月30日をもって終了と同時に、吉村もFM COCOLOからの卒業を発表し、FM802時代から21年間続いたラジオDJとしての活動に終止符を打った。

## 放送時間
- 日曜 10:00 - 14:00

## DJ
- 吉村昌広

## 出演
- 大畑大介 - 「Move Forward」のコーナーに出演[1]。

## 主なコーナー
Move Forward
12:30 - 12:50
早駒運輸提供。最新のラグビー情報を届ける。